# يهودية (صيدا)
يهودية(صيدا) هي إحدى القرى اللبنانية من قرى قضاء صيدا في محافظة الجنوب.